# Naval Tactical Data System
Pour les articles homonymes, voir NTDS.

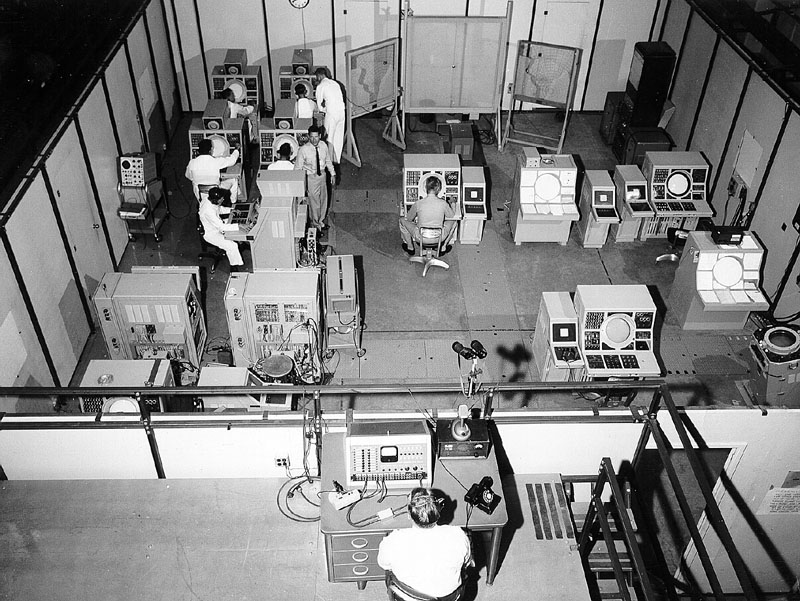
Simulateur de central opérationnel. Les militaires américains s'entraînent à l'utilisation du NTDS.

Le Naval Tactical Data System (NTDS) est un système informatique de traitement de données développé par l'US Navy dans les années 1950. Cette technologie a été utilisée pour la première fois sur des navires de guerre américains en 1961.
Cette technologie sera développée un peu plus tard par d'autres nations :
- France : SENIT (Système d'Exploitation Navale des Informations Tactiques), utilisé pour la première fois en 1965[1],
- Royaume-Uni : ADA (Action Data Automation),
- Italie : SADOC (Sistema Automatico per la Direzione delle Operazioni di Combattimento),
- Pays-Bas : DAISY (Digital Action Information SYstem), de la famille SEWACO (SEnsor Weapon control And COmmand).

## Motif du développement et premières expérimentations
Dans les années 1950, les avancées technologiques réalisées dans le domaine de la guerre navale (missiles, aéronefs, sous-marins) ont posé le problème de l'attaque combinée. Dans une situation où un attaquant utiliserait l'action de plusieurs moyens de combat différents, un navire ne serait pas en mesure de se défendre contre toutes les menaces simultanément. Le jugement des informations d'où est issue la conduite à adopter face aux menaces de niveau différents devient impossible avec les seuls moyens humains. La solution est d'automatiser le traitement des informations et faire un tri en fonction de la menace représentée; Les britanniques proposent dès 1949 un CDS (Comprehensive Display System) qui est essayé par les militaires américains entre 1951 et 1952.
Le Naval Research Laboratory expérimente un CIC automatisé, le EDS (Electronic Data System) en 1953, fabriqué à 20 exemplaires, est installé à partir de 1956 sur des destroyers piquets-radar et des croiseurs lance-missiles.
En avril 1955, le Chief of Naval Research rassembla un groupe de travail pour trouver une solution à ce nouveau type de danger. Quatre mois plus tard, le groupe rendit un rapport préconisant la création d'un système automatisé de traitement de données, capable de gérer tous les types de menaces existants.
L'US Navy accepte le projet en 1956 et contracte plusieurs grandes entreprises de l'électronique et de l'informatique, parmi lesquels les laboratoires Bell et la division Univac Sperry Rand. Une liaison numérique entre bâtiments, le HICAPCOM, intégrée au système donne naissance au premier NTDS. Les premiers tests se dérouleront en avril 1959 et le premier test en situation réelle aura lieu en septembre 1961 avec l'USS Oriskany et les frégates USS King (DLG 10) et USS Mahan (DLG-11). L'aval pour la mise en service sur les navires de guerre américains sera donnée par le Chief of Naval Operations en avril 1963. Le NTDS permet aux croiseurs qui en sont équipés d'assurer la surveillance de l'espace aérien dans le golfe du Tonkin à partir de juin 1966.

## Fonctions duNTDS
Les navires de guerre possèdent un « central opérationnel », salle permettant la visualisation de la situation tactique et où sont prises les décisions lors d'une bataille navale. Auparavant, la collecte d'informations (par exemple, la position des aéronefs, des navires et des sous-marins) et leur représentation sur la carte tactique se faisait « manuellement ». Le NTDS fut le premier pas dans l'automatisation de ce traitement de données, grâce au développement d'ordinateurs peu encombrants et suffisamment robustes pour être implantés à bord d'un navire, mais aussi et surtout très performants. L'automatisation permet de :
- réduire l'erreur humaine,
- accélérer la prise de décision,
- gérer des situations de danger toujours plus complexes et en temps réel.

Grâce au NTDS et aux technologies de transmission de données sans fil, les liaisons de données tactiques : Liaison 11, Liaison 16 et Liaison 22, les plates-formes (navires et aéronefs) d'un même groupe aéronaval peuvent partager entre eux les informations collectées par leurs senseurs.

## Naval Command and Control System

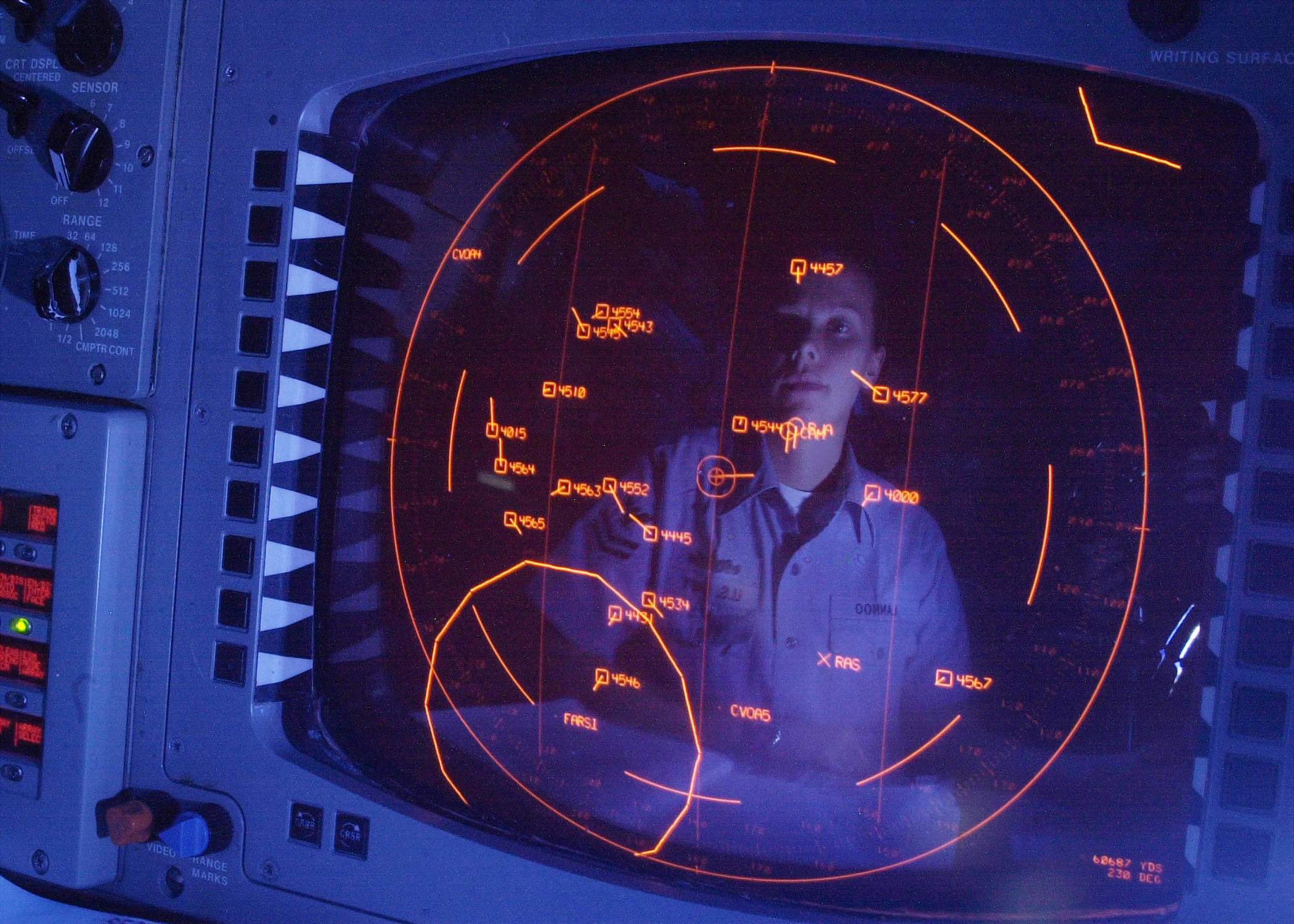
Une des consoles du NTDS à bord du USS Abraham Lincoln (CVN-72) en 2002.

Le NTDS n'est qu'un des éléments qui vise à alimenter en temps réel le commandant d'une force navale (OTC : Officier in Tactical Command) à travers le NCCS (Naval Command an Control System, Système de commandement et de contrôle naval en français) qui regroupe depuis les années 1980 les informations venant de diverses sources, dont notamment les grands commandements opérationnels tels le département de la Défense, les Unified Combattant Command, les FCC (Fleet Command Centers) implantés à Norfolk, Pearl Harbor, Londres, Naples et Yokosuka et les TFCC (Tactical Flag Command Centre ou centre de commandement tactique).
Les deux principaux éléments du NCCS sont, en 2002 :
- L'OSIS (Ocean Surveillance Information System) qui exploite, centralise et diffuse la situation maritime mondiale.
- L'ASWCCS (Anti Submarine Warfare Center Command and Control System) qui relie entre eux les centres de commandement pour la conduite de la lutte anti-sous-marine et assure à leur niveau leur liaison avec l'OSIS.

À bord des bâtiments de commandement, l'installation qui exploite ces informations est le NTCS-A (Naval Tactical Command System Afloat) qui a remplacé le TFCC (Tactical Flag Command Center) sur tous les porte-avions et les navires de commandement.
L'OTAN a adopté une version du NTCS-A opérationnelle le 1er janvier 1995, le NACCIS (North Atlantic Command and Control Information System), implanté alors à la base navale de Norfolk (SACLANT), Lisbonne (CincIBERLAND), Northwood (CincEASLANT) et Naples (CincNAVSOUTH), en liaison avec les commandements nationaux.

## Matériel informatique

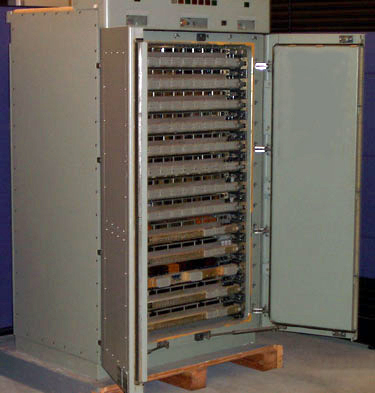
Ordinateur NTDS AN/USQ-20

Les premiers NTDS étaient des systèmes embarqués Sperry Univac (désignation CP-642A, CP-624B, ...). Il travaillaient avec des mots de 30 bits, avaient une mémoire magnétique de 32 000 mots, des connecteurs I/O de type nappe parallèle de 16 fils (également de 30 bits) reliés aux radars et autres périphériques, et une architecture de type microprocesseur à jeu d'instruction réduit.
Les circuits imprimés étaient connectés sur des tiroirs et enfermés dans un placard métallique. Ils étaient protégés de la corrosion, due au sel, par l'application d'un vernis spécial. La majorité des ordinateurs NTDS étaient refroidis par eau, mais avec les progrès technologiques réalisés dans le monde de l'informatique, ces ordinateurs sont devenus de plus en plus petits en volume et pouvaient ensuite être refroidis par air.
Le premier ordinateur NTDS, le AN/USQ-17, a été développé par Seymour Cray. Toutefois, ce modèle ne sera pas produit en série.
L'architecture électronique des premières machines fut prévue pour permettre aux informaticiens de pouvoir, dans l'avenir, reconfigurer et spécialiser la machine. Cet atout ouvrit la voie à la création de nombreuses machines dérivées, adaptées à des navires particuliers ou à des exigences particulières. Le système de combat Aegis en est un exemple célèbre.

## Évolution

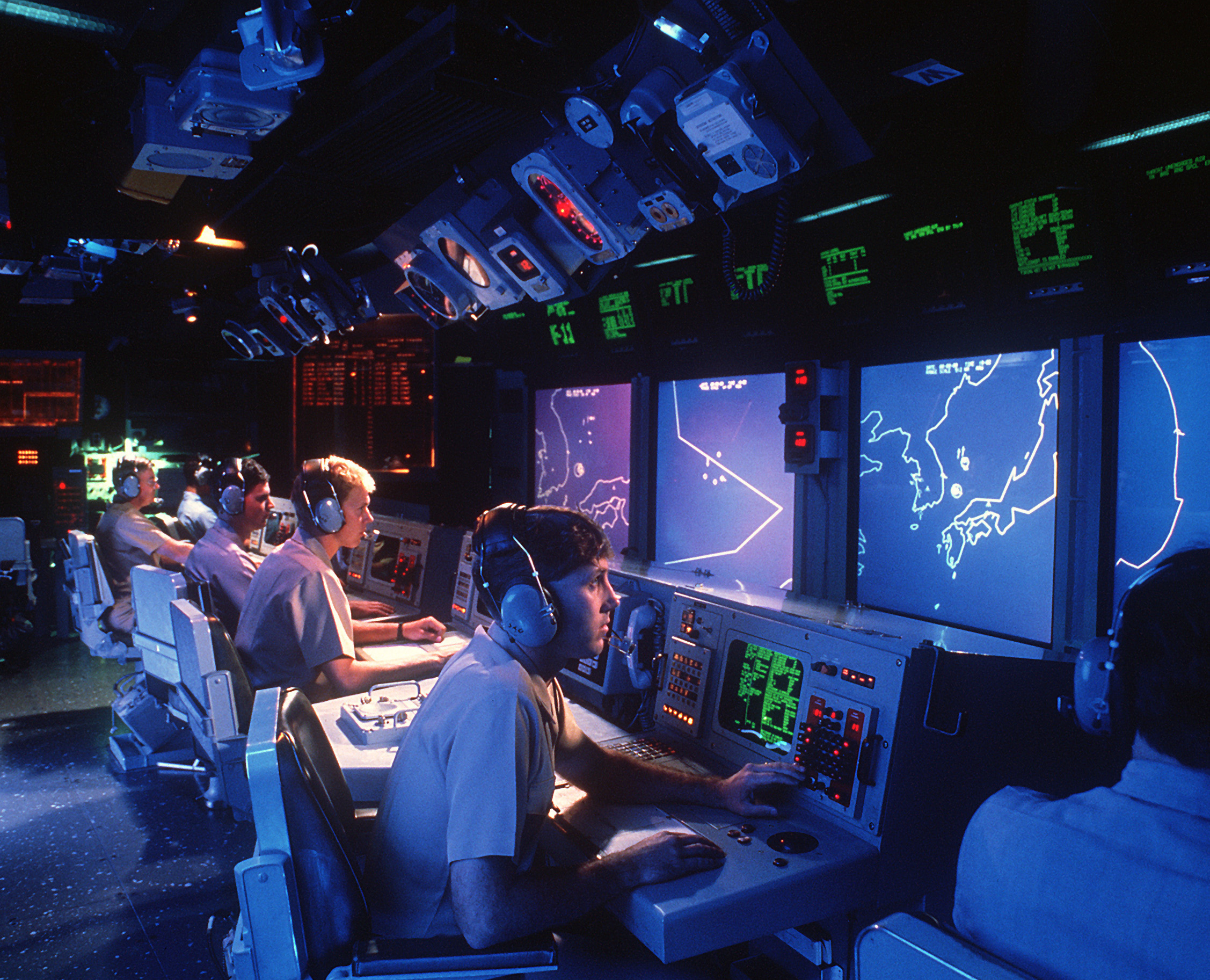
Centre d'informations de combat du croiseur de classe Ticonderoga USS Vincennes.

Depuis les années 1980, le matériel utilisé était des calculateurs numériques AN/UYK-20 et Univac AN/UYK-7. Des systèmes automatiques de transmission de données (liaison 11 et liaison 16, puis liaison 22 : émission et réception, liaison 14 : réception uniquement, liaison 4A : contrôle aérien) facilitent l'échange des informations tactiques avec les bâtiments également dotés du NTDS et les aéronefs équipés de l'ATDS (Air Tactical Data System) (les P-3C Orion, les S-3 Viking, les EA-6B Prowler et les E-2C Hawkeye).
Il est depuis la fin des années 1990 remplacé par l'ACDS ou SYQ-20 (Advanced Combat Direction System) avec calculateur UYK-43, beaucoup plus performant, à bord des porte-avions actuels de l'US Navy et des grands bâtiments de débarquement ; l'ACDS a été expérimenté à bord des porte-avions USS Constellation (version level 1), USS Dwight D. Eisenhower et LHD Wasp (version level 2 intégrant la capacité CEC).
Sont également en service en 2001 : le TMS (Track Management System), le CDS (Combat Direction System, NTDS adapté au système de combat Aegis) et le JOTS (Joint Operational Tactical Systems) d'aide au commandement embarqué sur les porte-avions et les navires de commandement. Ce dernier va être remplacé par le système JMCIS/NACCIS USQ-119 C (Joint Maritime Command Information System/North-Atlantic Command and Control Information System).
On prévoit également d'autres systèmes, tel le GCCS (Global Command and Combat System) et le BGPHES (Battle Group Passive Horizon Extension System), des systèmes de combat et d'information en temps réel prévus pour les porte-avions et les porte-hélicoptères d'assaut. Un nouveau système de combat pour la défense aérienne fut à l'étude au début des années 2000, l'AADC (Aera Air Defense Command) prévu pour les croiseurs classe Ticonderoga et expérimenté en premier sur le CG-67 Shiloh.
Tout cela est intégré dans un système de portée plus vaste, englobant également les capacités d'échange de données tactiques nécessaires à la conduite des opérations aériennes et navales nommée Liaison 11, Liaison 16 et Liaison 22.
Les LDT (liaisons de données tactiques) sont nommées aux États-Unis TDL (Tactical Data Link) (auparavant, TADIL (Tactical Digital Information Link)).